# مورخ (رمان)
مورخ (به انگلیسی: The Historian) اثر الیزابت کاستووا نویسنده آمریکایی، از رمان‌هایی است که تا مدت‌ها در صدر فهرست پرفروش‌های بسیاری از کشورهای جهان قرار گرفت؛ به ۳۰ زبان ترجمه شد و به سیاق کتاب راز داوینچی لقب «راز دراکولا» را به آن دادند.

## خلاصهٔ داستان
خلاصهٔ داستان از این قرار است که دختری جوان نیمه‌های یک شب در کتابخانهٔ پدرش می‌گردد و کتابی قدیمی را پیدا می‌کند و بسته‌ای کاغذ زردشده. این کاغذها نامه‌هایی هستند که آغازشان رنگ و بویی منحوس دارد: «به وارث عزیز و بداقبالم…» این کشف او را به دنیایی می‌کشاند که حتی به دورترین رؤیاهایش هم خطور نمی‌کرد: هزارتویی از اسرارِ گذشتهٔ پدرش و سرنوشتِ مرموزِ مادرش که علتش نیروی شرّ عظیمی است که در ژرفای تاریخ نهفته. در همان لحظات، ناخودآگاه خود را در آغازِ راهِ جستجویی برای یافتن سؤال‌هایش می‌بیند که آن را حق خود می‌داند: جستجو برای دانستن حقیقت در مورد وِلاد صلابه‌گر، حاکم قرون‌وسطایی که فرمانروایی وحشیانه و سبعانه‌اش شالودهٔ اسطورهٔ دراکولا را شکل داد.
افسانهٔ دراکولا با دنیای امروز چه ارتباطی دارد؟ جواب این سؤال از مرزها و زمان امروز فراتر می‌رود و قهرمان داستان را از آرشیو کتابخانهٔ آکسفورد به استانبول و بوداپست و از آن‌جا به قلب اروپای شرقی می‌کشاند. او نشانه‌های ظلمانی و متون پنهانی را رمزگشایی می‌کند و رازهایی را می‌بیند که در روایات و سنت‌های صومعه‌های قرون وسطا هستند و با دشمنانی سهمگین رودررو می‌شود تا اینکه گام‌به‌گام به بخش‌های پنهان زندگی گذشته‌اش نزدیک می‌شود و در نهایت مجبور است با خود اهریمن روبه‌رو شود.
نخستین رمان الیزابت کاستووا کتابی است سرشار از ماجراهای محیرالعقول؛ قصه‌ای مسحورکننده که واقعیت و خیال، گذشته و امروز، آدم‌های حقیقی و خیالی را چنان قاطعانه در هم می‌آمی‌زد که بی‌گمان داستانی تعلیق‌آمیز و فراموش‌نشدنی را در ذهن ما ثبت خواهد کرد. کتاب مورخ تا مدت‌ها در صدر فهرست پرفروش‌های بسیاری از کشورهای جهان قرار گرفت، به ۲۸ زبان ترجمه شد و به سیاق از کتاب راز داوینچی لقب «راز دراکولا» را به آن دادند.
سبک و سیاقِ نگارش کتاب سرشار از هیجان و تعلیق است؛ طوری‌که به‌جرئت می‌توان لقب «غیرقابل‌زمین‌گذاشتن» را شایستهٔ آن دانست! این کتاب سرشار از اشارات به وقایع و افرادِ تاریخی است و خواننده در خلال آن با تاریخ اروپا، تاریخ امپراتوری عثمانی و مسائلی از این دست نیز به خوبی آشنا می‌شود.
مورخ نخستین کتاب از مجموعه‌ای در انتشارات کاروان است که «ادبیات گمانه‌زن» نام دارد. ادبیات گمانه‌زن شامل بر سه ژانر علمی‌تخیلی و فانتزی و وحشت است. کتاب مورخ هم در مقولهٔ ژانر وحشت می‌گنجد و هم فانتزی. نویسنده از مضامین داستانش، نظیر خون‌آشام‌ها، نهایت استفاده را برده و به دو کلمهٔ تعلیق و هیجان معنای جدیدی داده! به‌نحوی که انتهای هر فصل خواننده عصبانی می‌شود که چرا دوباره باید باز هم بخواند و جلو برود تا یک راز دیگر برایش حل شود.

## جوایز کتاب
کتاب مورخ یکی از مطرح‌ترین آثار پرفروش این چند سال در بازار کتاب جهانی بوده‌است. این کتاب علی‌رغم آنکه نخستین کتاب نویسنده، خانم الیزابت کاستووا، است نزدیک به ۲۰ میلیون نسخه در سرتاسر جهان فروش رفته، به تقریباً سی زبان ترجمه شده و برندهٔ جایزه‌هایی بوده چون جایزهٔ هاپوود در سال ۲۰۰۳ برای بهترین رمانِ در حال نگارش، جایزهٔ کوییل در سال ۲۰۰۵ برای بهترین نویسندهٔ تک‌کتابه، جایزهٔ بوک‌سِنس در سال ۲۰۰۶ برای بهترین داستان بزرگسال و همین‌طور هم نامزد نهایی جایزهٔ اتحادیهٔ بین‌المللی [ادبیات] وحشت برای بهترین رمان در سال ۲۰۰۵.

## توضیح
«مکان‌های غریب، تاریخ جذاب، میراث خانوادگی و خونخوارگی: تصور اینکه خوانندگان آلوده نشوند دشوار است.» پابلیشرز ویکلی.
«الیزابت کاستووا حتی شاید از خود برام استوکر ] نویسندهٔ دراکولا[ هم بهتر عمل کرده باشد و قطعاً از هالیوود بهتر است! ...» یو اس ای تودی؛
«مملود از سفرنامه و تاریخ و فرهنگی غنی و پر از ابهام ... رازهایی مخصوص آدم‌های باهوش و کتاب دوست» نشریهٔ تایم؛
«پیکر دراکولا با سبک و سیاقی پرشکوه بازگشته: وحشی، اهریمنی و خواندنی تر از آنچه فکرش را بکنید.» بوستون گلوب؛
«آمیزه‌ای استادانه از دانش و تاریخ و انسان‌شناسی و فولکلور و خرافات... کوبنده... غیرقابل زمین گذاشتن!» دنور پست؛